# Kabinett Briand IV

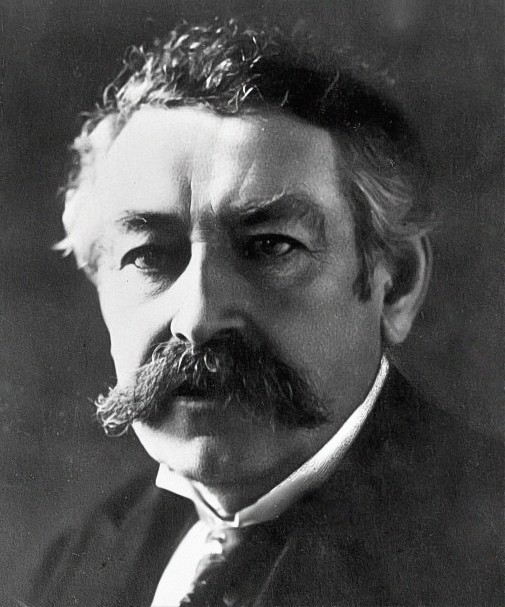
Aristide Briand war von 1909 bis 1911, 1913, 1915 bis 1917, 1921 bis 1922, 1925 bis 1926 sowie 1929 sechs Mal Premierminister Frankreichs und bildete in dieser Zeit elf Kabinette

Das vierte Kabinett Briand war eine Regierung der Dritten Französischen Republik. Es wurde am 18. Februar 1913 von Premierminister (Président du Conseil) Aristide Briand gebildet und löste das Kabinett Briand III ab. Es handelte sich nur um eine formelle Kabinettsbildung, da Raymond Poincaré am 18. Februar 1913 als Nachfolger von Armand Fallières das Amt des Staatspräsidenten angetreten hatte. Das Kabinett Briand IV selbst blieb im Vergleich zum Kabinett Briand III in allen Ämtern unverändert. Es blieb bis zum 22. März 1913 im Amt und wurde daraufhin vom Kabinett Barthou abgelöst.
Dem Kabinett gehörten Minister der Parti républicain-socialiste (PRS), Parti républicain démocratique (PRD), Parti républicain, radical et radical-socialiste (PRRSS) sowie der Radicaux indépendants (RI) an.

## Kabinett
Dem Kabinett gehörten folgende Minister an:
| Amt                                                                    | Name               | Partei | Beginn der Amtszeit | Ende der Amtszeit |
| ---------------------------------------------------------------------- | ------------------ | ------ | ------------------- | ----------------- |
| Premierminister                                                        | Aristide Briand    | PRS    | 18. Februar 1913    | 22. März 1913     |
| Außenminister                                                          | Charles Jonnart    | PRD    | 18. Februar 1913    | 22. März 1913     |
| Kolonialminister                                                       | Jean Morel         | PRRRS  | 18. Februar 1913    | 22. März 1913     |
| Kriegsminister                                                         | Eugène Étienne     | PRD    | 18. Februar 1913    | 22. März 1913     |
| Minister für öffentlichen Unterricht und schöne Künste                 | Théodore Steeg     | PRRRS  | 18. Februar 1913    | 22. März 1913     |
| Innenminister                                                          | Aristide Briand    |        | 18. Februar 1913    | 22. März 1913     |
| Justizminister                                                         | Louis Barthou      | PRD    | 18. Februar 1913    | 22. März 1913     |
| Marineminister                                                         | Pierre Baudin      | PRRRS  | 18. Februar 1913    | 22. März 1913     |
| Landwirtschaftsminister                                                | Fernand David      | RI     | 18. Februar 1913    | 22. März 1913     |
| Finanzminister                                                         | Louis-Lucien Klotz | PRRRS  | 18. Februar 1913    | 22. März 1913     |
| Minister für Arbeit und Sozialversicherung                             | René Besnard       | PRRRS  | 18. Februar 1913    | 22. März 1913     |
| Minister für öffentliche Arbeiten und Minister für Post und Telegrafie | Jean Dupuy         | PRD    | 18. Februar 1913    | 22. März 1913     |
| Minister für Handel und Industrie                                      | Gabriel Guist’hau  | PRD    | 18. Februar 1913    | 22. März 1913     |

### Unterstaatssekretäre
Dem Kabinett gehörten folgende Sous-secrétaires d’État an:
- Innenministerium und Premierminister: Paul Morel[4] (RI)
- Schöne Künste: Léon Bérard (PRRRS)
- Finanzministerium: Élisée Bourely[5] (PRRRS)
- Post- und Telegraphie: Charles Chaumet (RI)

## Historische Einordnung
Von der deutschen Aufrüstung besorgt, brachte Aristide Briand ein Gesetz über die Verlängerung des Militärdienstes auf drei Jahre ein. dieses wurde von linken Bewegungen und Parteien energisch bekämpft und konnte erst im August unter der Nachfolgeregierung Barthou verabschiedet werden.
Nachdem der Senat eine Vorlage zur Einführung eines Listenwahlrechts abgelehnt hatte, trat Briand zurück.